# エフェルト・リンソルスト
エフェルト・リンソルスト（リントホルスト、Evert Linthorst、2000年3月3日 - ）は、オランダ・フェンロー出身のサッカー選手。ゴー・アヘッド・イーグルス所属。ポジションはMF。

## 経歴
2018年4月19日、アヤックスとのリーグ戦でトップチームデビューを果たした。
2022年1月30日、ゴー・アヘッド・イーグルスに1年半契約で移籍した。